# Cordylancistrus daguae
Cordylancistrus daguae är en fiskart som först beskrevs av Eigenmann 1912.  Cordylancistrus daguae ingår i släktet Cordylancistrus och familjen Loricariidae. Inga underarter finns listade i Catalogue of Life.